# Regno di Khana
Il Regno di Khana o Regno di Hana (fine del XVIII secolo a.C. – metà del XVII secolo a.C.) era un regno localizzato nella terra di Khana, nella regione del medio Eufrate a nord di Mari e vicino alla confluenza del fiume Khabur, che includeva l'antica città di Terqa. Il regno emerse durante il declino della prima dinastia babilonese. Fu durante quel periodo che vissero i primi sei sovrani di Khana e, dopo un periodo di interregno, Khana riemerse nel periodo medio babilonese sotto l'autorità dei suoi ultimi sei re.

## Ubicazione
Il regno di Khana si trovava su territori precedentemente governati dai sovrani di Mari, i quali usavano il titolo di "Re di Mari, Tuttul e della terra di Hana". Poiché Mari fu abbandonata dopo che Hammurabi la distrusse nel c. 1759 o 1761 a.C., secondo la cronologia media, e Tuttul non faceva di certo parte dei territori del nuovo stato, si identifica la località di Khana con i territori intorno a Mari. La sua capitale, Terqa, si trovava a 45 km a nord di Mari, sotto la confluenza del fiume Khabur, all'incirca nel sito della moderna città siriana di Al-Asharah.

## Storia
Khana era un regno indipendente sotto l'autorità di Mari. Quando il regno di Mari si dissolse con la presa della città da parte del babilonese Hammurabi, Khana rimase sotto lo stretto controllo di Babilonia. Emerse come entità politica regionale maggiore dopo la fine del regno di Samsu-iluna. Durante il regno del re babilonese Abi-esukh (ca. 1711-1684 a.C.), Babilonia perse i suoi territori sul medio Eufrate, dove si fondò il regno di Khana. La sua capitale Terqa era un'ex capoluogo del distretto dai tempi dell'ultimo sovrano di Mari, Zimrilim, che regnò fra il 1775 e il 1761 a.C. Non vi sono diretti riscontri sulla relazione del nuovo stato e dei suoi re con gli ultimi sovrani babilonesi della prima dinastia, ma il regno di Khana, strettamente legato commercialmente con Babilonia, tramontò rapidamente con il declino di quest'ultima. Il regno fu probabilmente conquistato intorno alla metà del XV secolo a.C. dagli hurriti di Mitanni.

## I Khanei
I Khanei erano una confederazione di tribù nomadi che vivevano intorno all'area del medio Eufrate, nei pressi dell'odierno confine tra Siria e Iraq. Lo stile di vita era caratterizzato dal movimento stagionale degli armenti, i quali non rimanevano mai troppo lontani dai fiumi e dagli abbeveratoi, e poi tornavano nei loro insediamenti usuali per la stagione del raccolto. Sulla base di prove onomastiche, si è ricostruito il loro contatto con gli altri popoli semitici occidentali conosciuti, come gli Amorrei,  i Beniaminiti, i Rabbiani e gli Habiru, originari dei deserti della Siria. Il contatto con la popolazione stanziale porta a una progressiva trasformazione della popolazione in comunità rurali più stanziali.
La storia dei Khanei è strettamente legata al regno di Mari. La loro presenza era importante nelle valli dell'Eufrate e del Khabur. Furono ampiamente usati come soldati dai governanti di Mari dopo la loro sottomissione da parte del re Iakhdunlim. All'interno delle forze armate di Mari, i Khanei erano raggruppati in clan di cui se ne conoscono una decina.

## La dominazione dei Cassiti

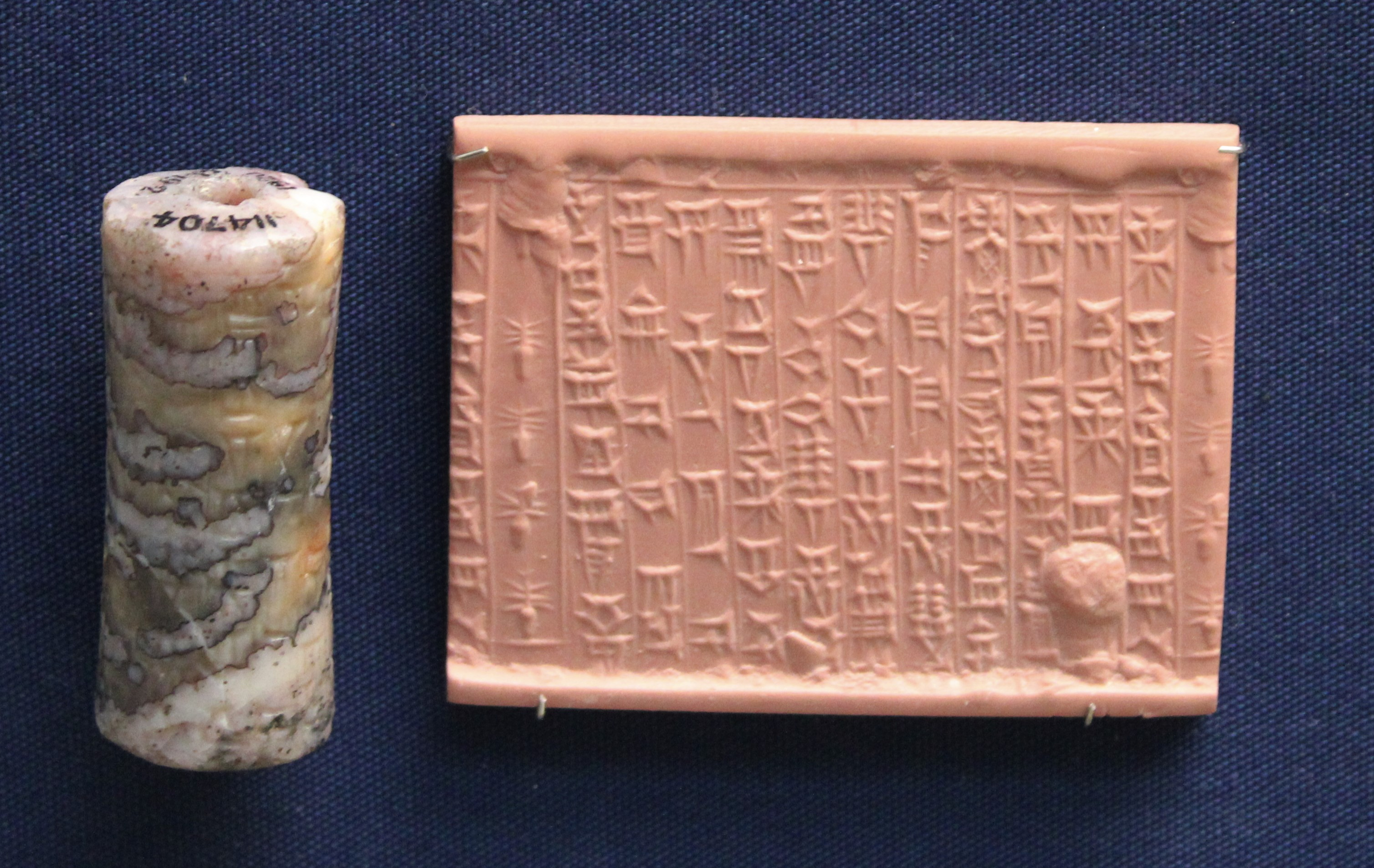
Sigillo cilindrico in calcedonio appartenente a Uballissu-Marduk, tesoriere del re cassita Kurigalzu II (1332-1308 a.C.) e recante un'invocazione a Ninsun (British Museum).

Vi è un collegamento tra il regno di Khana e i popoli cassiti che arrivarono a dominare Babilonia nel XII secolo: la lista dei sovrani di Khana riporta il nome di un re, Khashtiliash, dalla chiara assonanza cassita. 
Un'iscrizione dedicatoria conservata in copie successive, registra il ritorno della statua di Marduk da Hana da parte di Agum II (Agum-Kakrime), un re kassita; molto probabilmente il primo a governare la maggior parte della regione di Babilonia, nel 1570 a.C. circa. La parte dell'iscrizione che cita Hana recita:
Mandai in una terra lontana, nella terra dei Khanei e loro ricondussero a me Marduk e Sarpanitu. Ho restituito Marduk e Sarpanitu, coloro che amano il mio regno, all'Esagil e Babilonia. Al tempio che Shamash mi aveva indicato, ho restituito loro.
Anche se il testo non identifica chiaramente il rapporto tra il cassita Agum II e "la terra dei Khanei", collega comunque Hana con il sacco di Babilonia da parte del re ittita Mursili I nel 1595 a.C. circa e la successiva ascesa della dinastia cassita a Babilonia. È possibile che dopo gli scontri iniziali con Samsu-iluna di Babilonia, i Cassiti, originari dei monti Zagros, si siano ritirati a nord occupando il medio Eufrate e imponendo il controllo sulla regione, comprese le terre di Khana. È anche ragionevole immaginare una sorta di cooperazione tra Ittiti e Khanei, poiché gli eserciti invasori di Murshilish I devono essere passati attraverso i loro territori. Tale alleanza potrebbe aver facilitato la presa del potere a Babilonia da parte dei Cassiti alcuni anni dopo la ritirata ittita.